# Andrewsianthus ferrugineus
Andrewsianthus ferrugineus là một loài rêu tản thuộc họ Scapaniaceae. Loài này có ở Bhutan và Nepal. Môi trường sống tự nhiên của chúng là rừng khô nhiệt đới hoặc cận nhiệt đới. Chúng hiện đang bị đe dọa vì mất môi trường sống.